# Distretto di Łobez
Il distretto di Łobez (in polacco powiat łobeski) è un distretto polacco appartenente al voivodato della Pomerania Occidentale.

## Geografia antropica

### Suddivisioni amministrative
Il distretto comprende 5 comuni.
- Comuni urbano-rurali: Dobra, Łobez, Resko, Węgorzyno
- Comuni rurali: Radowo Małe